# Збірна Сен-П'єру і Мікелону з хокею із шайбою
Збірна Сен-П'єру і Мікелону з хокею із шайбою — національна чоловіча збірна команда Сен-П'єру і Мікелону, яка представляє країну на міжнародних змаганнях з хокею, у чемпіонатах світу участі не брала. Функціонування команди забезпечується Федерацією хокею Сен-П'єру і Мікелону.

## Історія
Свою першу і на даний час останню гру, збірна Сен-П'єру і Мікелону провела у 2008 році проти збірної Франції. У цьому товариському матчі збірна Сен-П'єру і Мікелону поступилась французам 6:8.

## Статистика зустрічей
Станом на 15 липня 2011 року
| Збірна  | І | В | Н | П | Ш     |
| ------- | - | - | - | - | ----- |
| Франція | 1 | 0 | 0 | 1 | 6 : 8 |